# Villars-le-Grand
Villars-le-Grand is een plaats en voormalige gemeente in het Zwitserse kanton Vaud.
Villars-le-Grand telt 293 inwoners.

## Geschiedenis
Voor 2008 maakte de gemeente deel uit van het toenmalige district Avenches. Op 1 januari 2008 werd de gemeente deel van het nieuwe district Broye-Vully.
Op 1 juli 2011 fuseerde de gemeente met de gemeentes Bellerive, Chabrey, Constantine, Montmagny, Mur en Vallamand tot de nieuwe gemeente Vully-les-Lacs.
- Historisch woordenboek van Zwitserland: 002320
- Library of Congress Control Number: n84094541
- Nationale Bibliotheek van Israël: 987007564770005171
- Virtual International Authority File: 125537871
- WorldCat: E39PBJjXjMRBDxwBHxgWRghmBP